# Workoholic
Workoholic – pierwszy album polskiego zespołu jazzowego String Connection z 1982 roku.

## Lista utworów
źródło:.
Strona A
1. "Bokra" (K. Dębski) – 7:10
2. "Cantabile in h-moll" (K. Dębski) – 6:00
3. "Kill the Raven" (J. Skowron) – 3:48
4. "Quasi String Waltz" (K. Dębski) – 3:20

Strona B
1. "Workoholic" (K. Dębski) – 4:32
2. "Seekuh" (K. Ścierański) – 3:10
3. "Primary" (J. Skowron) – 5:10
4. "Gutan Dance" (K. Dębski) – 5:30

## Twórcy
źródło:.
- Krzesimir Dębski – skrzypce, fortepian akustyczny, Polymoog
- Zbigniew Lewandowski – perkusja
- Andrzej Olejniczak – saksofon tenorowy i sopranowy
- Janusz Skowron – Fender, Hammond, Polymoog
- Krzysztof Ścierański – gitara basowa

oraz gościnnie
- Mirosław Michalak – gitara w 1 i 5
- Zdzisław Śróda – puzon w 1

Personel
- Marek Cabanowski – redakcja
- Andrzej Śmigielski – projekt graficzny
- Piotr Kubacki – realizacja
- Piotr Szczepański – realizacja
- Zenon Woliński – realizacja